# Стадион ФК Херој
Стадион ФК Херој се налази у Јајинцима. На њему своје утакмице играју ФК Херој 1925 и ФК Херој-Полет. Терен је дужине 105м и ширине 68м. Терен је прављен 8 година, односно постао је функционалан 1982. године. Прву утакмицу одиграли су ФК Херој и ФК Раднички из Рудоваца. До тада, клуб је користио садашњи помоћни терен који се налази одмах изнад главног. 1995. године стадион је попримио данашњи изглед, направљене су трибине поводом 70 година од оснивања клуба. Том приликом су ФК Херој и ФК Црвена звезда одиграли утакмицу 1. маја 1995. године пред око 2000 навијача. 2014. године постављене су 280 столица, тако да капацитет износи 280 седећих и 1000 места за стајање.